# 바르돌라트리

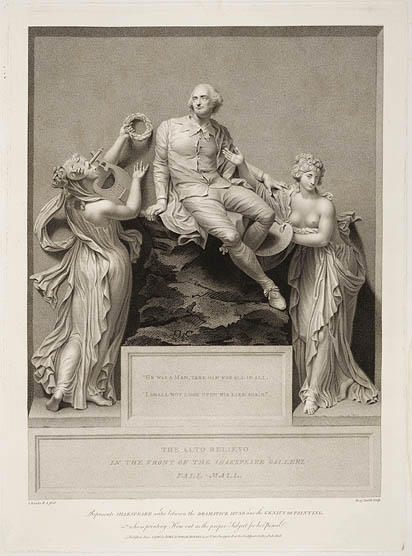
보이델 셰익스피어 갤러리 입구에 있는 셰익스피어 조각상의 판화. 이 조각상은 현재 스트랫퍼드에 있는 셰익스피어의 생가인 뉴 플레이스의 옛 정원에 있다.

바르돌라트리(Bardolatry)는 윌리엄 셰익스피어를 지나치게 존경하는 것을 뜻한다.  18세기 이후에 셰익스피어는 "the Bard" 라고 알려졌다.  셰익스피어를 우상화하는 사람을 바르돌레이터라고 불렀다.  조지 버나드 쇼는 그의 저서인 《청교도를 위한 세 개의 희곡》에서 이 용어를 사용하였다.  그는 셰익스피어가 사회 문제에 대한 무관심을 비판하면서 사상가와 철학자로서의 면모가 없음을 지적하였다.

## 볼테르
볼테르가 1726년에 영국을 여행하였을 때 그는 왕국 극장을 방문하여 셰익스피어의 작품을 관람하였다.  그는 셰익스피어가 천재적인 작가임을 인정하였고, 그의 작품을 프랑스에 홍보하는 데 매진하였다.  그의 노력으로 인해 프랑스에서는 셰익스피어 열렬 팬층이 형성되었지만, 그는 셰익스피어를 야만인으로 평가절하하며 바르돌라트리를 비판하였다.

## 토머스 칼라일
칼라일은 셰익스피어를 왕으로 언급하며 셰익스피어의 작품을 성경과 동일시 하였다.

## 해럴드 블룸
블룸은 셰익스피어가 인류를 발명하였다고 평가하였다.